# Bresztovszky Ede
Bresztovszky Ede Emil (Nagyvárad, 1889. február 23. – Budapest, 1963. május 30.) író, újságíró, műfordító.

## Életpályája
A budapesti egyetemen bölcsészetet, majd jogot hallgatott. 1908–1920 között a Munkásbiztosító Pénztár tisztviselője volt. A Tanácsköztársaság idején az ismeretterjesztés és könyvkiadás területén dolgozott, az írói választmány tagja volt. Már egyetemistaként dolgozott a Népszavának; 1910-től rendes munkatárs, 1932-től helyettes szerkesztő volt. 1918–1922 között a Világosság Könyvtár-t is szerkesztette. 1940-ben eljött a Népszavától; szakított a szociáldemokrata párttal. 1945 után mint nyugdíjas, visszavonultan élt.
Marx és M. Adler egy-egy művét fordította.

## Családja
Szülei: Bresztovszky Ede és Gryneus Vilma voltak. Testvérei: Bresztovszky Béla (1872–1941) gépészmérnök, műegyetemi tanár és Bresztovszky Ernő (1882–1922) író, újságíró, politikus. 1928. december 31-én, Budapesten házasságot kötött Bajor Irénnel.

## Művei
- A világháború naplója (Budapest, 1914)
- A halál birodalma (novellák, Budapest, 1919)